# Thrissur (stad)
Thrissur is de hoofdplaats van het gelijknamige district in de Zuid-Indiase deelstaat Kerala. De stad telde in 2001 317.474 inwoners, maar de agglomeratie 1,850 miljoen.
In het verleden was Thrissur de hoofdstad van het koninkrijk Kochi.

## Geboren in Thrissur
- K.K. Usha (1939-2020), (opper)rechter